# Миленко Јеремић
Миленко Јеремић (Београд, 29. април 1938) српски и југословенски је сценограф.

## Биографија
Завршио је Академију примењених уметности – одсек ентеријер. Сасвим случајно је завршио на филму на наговор друга и кума Велимира Бате Живојиновића који га је убацио као асистента сценографије на филму Душана Макавејева Човек није тица. Тад му није било на уму да се бави филмом па је након завршетка служења војног рока отишао у Немачку где се бавио адаптацијом локала и унутрашњом архитектуром у наредне четири године.
Вратио се почетком седамдесетих година у Југославију јер иако је тамо имао пуно пријатеља и по сопственом признању заљубио се у филмску уметност. Први самостални сценографски радови су били на филму Моја луда глава и популарном партизанском спектаклу Валтер брани Сарајево.
Урадио је сценографију за око 100 филмова, неколико серија, позоришних представа.
Сарађивао је са знаменитим филмским ауторима: Хајрудин Крвавац, Бранимир Тори Јанковић, Предраг Голубовић, Лордан Зафрановић, Ватрослав Мимица, Горан Марковић, Горан Паскаљевић и други. Његова сценографија је оживила најпознатије филмске наслове: Валтер брани Сарајево, Црвени удар, Маратонци трче почасни круг, Чудо невиђено, Последњи круг у Монци итд.
Добитник је многобројних награда за своје стваралачко дело.
Члан је Удружења филмских уметника Србије.
Живи и ради у Београду.

## Сценографија
| Год.        | Назив                                  | Улога                                    |
| ----------- | -------------------------------------- | ---------------------------------------- |
| 1960-те     |                                        |                                          |
| 1965.       | Човек није тица                        | арт дизајнер                             |
| 1970-те     |                                        |                                          |
| 1971.       | Моја луда глава                        | сценограф                                |
| 1972.       | Валтер брани Сарајево                  |                                          |
| 1972.       | Мајстор и Маргарита                    | арт дизајнер                             |
| 1973.       | Со                                     |                                          |
| 1973.       | Бомбаши                                |                                          |
| 1973.       | Мирко и Славко                         |                                          |
| 1974.       | Капетан Микула Мали                    |                                          |
| 1974.       | Црвени удар                            |                                          |
| 1975.       | Доктор Младен                          |                                          |
| 1976.       | Капетан Микула мали (серија)           |                                          |
| 1978.       | Повратак отписаних                     | (филм и тв серија) сценограф друге екипе |
| 1978.       | Бошко Буха                             | (филм и тв серија) сценограф             |
| 1978.       | Окупација у 26 слика                   |                                          |
| 1979.       | Срећна породица                        | (филм и мини серија) сценограф           |
| 1980-те     |                                        |                                          |
| 1981.       | Светозар Марковић                      | (филм и тв серија)                       |
| 1981.       | Сезона мира у Паризу                   |                                          |
| 1981.       | Бановић Страхиња                       |                                          |
| 1982        | Прогон                                 |                                          |
| 1982        | Вариола вера (филм)                    |                                          |
| 1982        | 13. јул (филм)                         | сценограф друге екипе                    |
| 1982        | Маратонци трче почасни круг            |                                          |
| 1983        | Хало такси                             |                                          |
| 1983        | Игмански марш (филм)                   |                                          |
| 1984        | Ујед анђела                            |                                          |
| 1984        | Како се калио народ Горњег Јауковца    |                                          |
| 1984        | Чудо невиђено                          |                                          |
| 1984        | Балкански шпијун                       |                                          |
| 1984        | О покојнику све најлепше               |                                          |
| 1985        | Живот је леп                           |                                          |
| 1985        | И то ће проћи                          |                                          |
| 1985        | Није лако са мушкарцима                |                                          |
| 1985        | Жикина династија                       |                                          |
| 1986.       | Црна Марија                            |                                          |
| 1986        | Добровољци                             |                                          |
| 1986        | Мајстор и Шампита                      |                                          |
| 1986        | Обећана земља                          |                                          |
| 1986        | Протестни албум                        |                                          |
| 1986        | Друга Жикина династија                 |                                          |
| 1987        | Анђео чувар (филм)                     |                                          |
| 1989        | Сеобе (филм)                           |                                          |
| 1989        | Последњи круг у Монци                  |                                          |
| 1989        | Бој на Косову                          |                                          |
| 1990-те     |                                        |                                          |
| 1990        | Граница                                |                                          |
| 1991        | Мала (филм)                            |                                          |
| 1991        | Тесна кожа 4                           |                                          |
| 1993        | Три карте за Холивуд                   |                                          |
| 1996        | Нечиста крв (филм)                     |                                          |
| 1996        | Лепа села лепо горе                    |                                          |
| 1997        | Моја домовина                          | кратки филм                              |
| 1998        | Црна мачка бели мачор                  |                                          |
| 1998        | Буре барута                            |                                          |
| 1999        | У име оца и сина                       |                                          |
| 1999        | Бело одело                             |                                          |
| 1999-2000   | Породично благо                        | сценограф 9 епизода                      |
| 2000-те     |                                        |                                          |
| 2000        | Рат уживо                              |                                          |
| 2003        | Јагода у супермаркету                  |                                          |
| 2004        | Живот је чудо                          |                                          |
| 2005        | Флерт                                  |                                          |
| 2005        | Made in YU                             |                                          |
| 2007        | Оно наше што некад бејаше              |                                          |
| 2008        | На лепом плавом Дунаву                 |                                          |
| 2011        | Бели лавови                            |                                          |
| 2011        | Како су ме украли Немци                |                                          |
| 2012        | Кад сване дан                          |                                          |
| 2013        | The Piano Room                         | македонски филм                          |
| 2014        | До балчака                             | македонски филм                          |
| 2015        | Горчило - Јеси ли то дошао да ме видиш |                                          |
| 2015        | Рођендан господина Нушића тв драма     |                                          |
| 2015-2016   | Комшије (ТВ серија)                    |                                          |
| 2018.       | Корени (ТВ серија)                     |                                          |
| 2018.       | Заспанка за војнике                    |                                          |
| 2018.       | Година мајмуна                         |                                          |
| 2019.       | Између дана и ноћи                     |                                          |
| 2019.       | Жмурке (серија)                        |                                          |
| 2018 - 2019 | Бисер Бојане                           |                                          |
| 2021.       | Нечиста крв - грех предака             |                                          |
| 2021.       | Нечиста крв (ТВ серија)                |                                          |
| 2021.       | Није лоше бити човек                   |                                          |
| 2022.       | Мрак (филм из 2020)                    |                                          |
| 2023.       | Уста пуна земље                        |                                          |
| 2023.       | Олуја (филм)                           |                                          |
| 2023.       | Олуја (ТВ серија)                      |                                          |
| 2024.       | Златни рез 42                          |                                          |
| 2024.       | Дјеца Козаре                           |                                          |